# Anklager
 Denne artikel omhandler overvejende eller alene danske forhold. Hjælp gerne med at gøre artiklen mere almen.
En anklager møder på statens vegne i retten i straffesager og søger at få den tiltalte dømt. Anklageren har i Danmark endvidere pligt til at drage omsorg for, at uskyldige ikke bliver genstand for retsforfølgning.
Rigsadvokat, statsadvokat, politidirektør, vicepolitidirektør, chefanklager, advokaturchef, specialanklager, senioranklager, anklager og anklagerfuldmægtig er titlerne, som anklagerne benytter i Danmark. Ved Højesteret møder Rigsadvokaten og dennes medhjælpere, ved landsretterne statsadvokaterne og disses medhjælpere, og ved byretterne møder politikredsenes jurister. Endvidere møder politiuddannet personale i begrænset omfang i mindre straffesager. 
I militære straffesager fungerer ved by- og landsretterne auditører og auditørfuldmægtige som offentlige anklagere, ved Højesteret generalauditøren og dennes fuldmægtige.